# Дзиано-Пьячентино
Дзиано-Пьячентино (итал. Ziano Piacentino) —  коммуна в Италии, располагается в регионе Эмилия-Романья, подчиняется административному центру Пьяченца.
Население составляет 2639 человек, плотность населения составляет 82 чел./км². Занимает площадь 32 км². Почтовый индекс — 29010. Телефонный код — 0523.
Покровителем коммуны почитается святой апостол Павел, празднование 25 января.

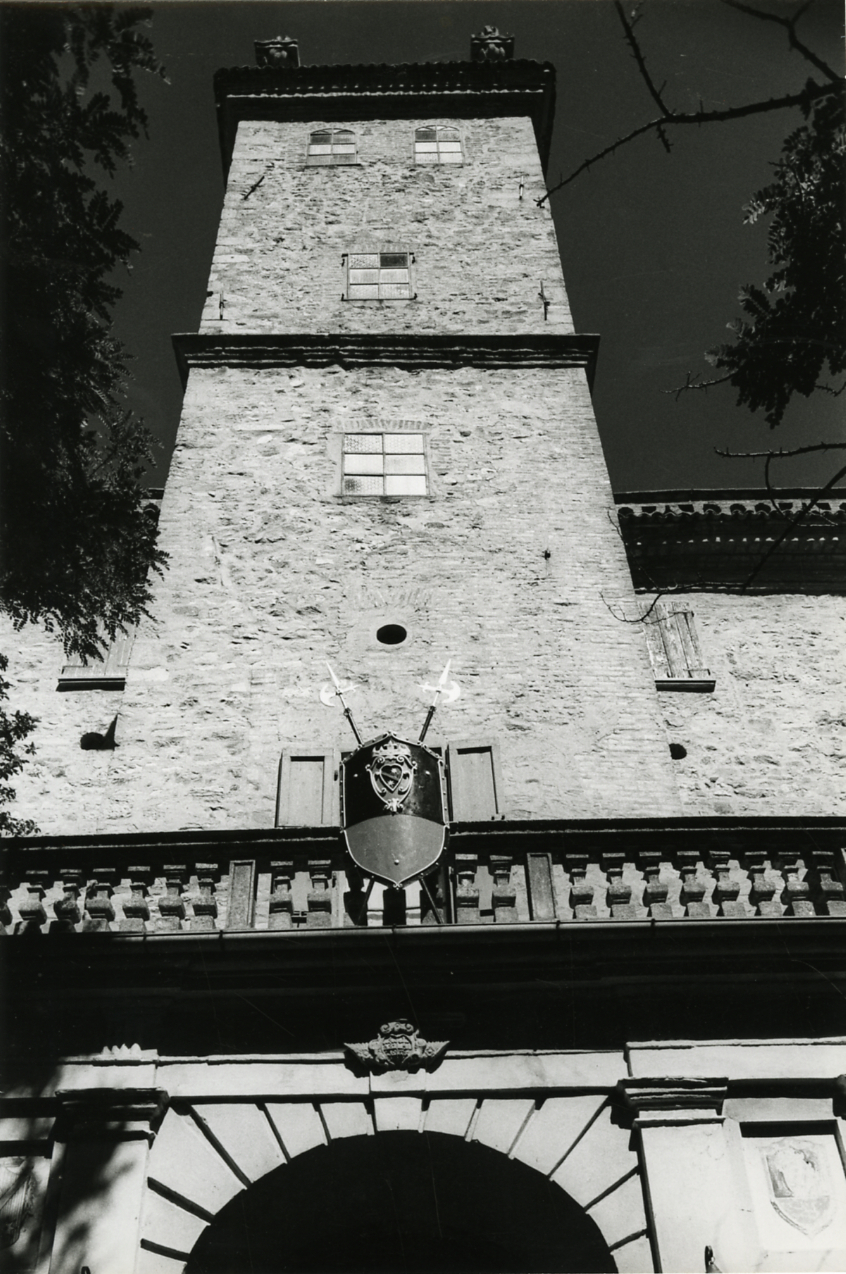
Паоло Монти, 1981